# Flabellifrontipoda hadinoma
Flabellifrontipoda hadinoma är en kvalsterart som beskrevs av Cook 1983. Flabellifrontipoda hadinoma ingår i släktet Flabellifrontipoda och familjen Oxidae. Inga underarter finns listade i Catalogue of Life.